# Arkonaplatz
Der Arkonaplatz ist ein 1,5 Hektar großer Stadtplatz im Berliner Ortsteil Mitte des gleichnamigen Bezirks und gehört zum historischen Stadtteil Rosenthaler Vorstadt. Er wurde Mitte des 19. Jahrhunderts angelegt.

## Lage und Namensgebung
Der Arkonaplatz wird begrenzt von der Granseer Straße im Süden, der Wolliner Straße im Osten und der Ruppiner Straße im Westen. Im Norden reicht der Arkonaplatz bis an die Häuser mit den Hausnummern 1–10.
Der Stadtplatz erhielt auf Kabinetts-Beschluss vom 22. November 1875 seinen Namen nach der Steilküste Kap Arkona auf Rügen.

## Geschichte
Der Arkonaplatz wurde nach dem Hobrecht-Plan als Platz C der Abt. XI und entsprechend der Bauordnung des Jahres 1853 projektiert und angelegt. 1875 erhielt er seinen Namen und es begann der Ausbau zusammen mit den benachbarten Straßen zu einem Wohngebiet.
Für die Erstanlage des Platzes im Jahr 1887 hatte Hermann Mächtig die Pläne für einen Schmuckplatz geliefert. 30 Jahre später ergänzte 1918 Albert Brodersen die Fläche um einen Kinderspielplatz. Um 1927 ließ der Magistrat von Berlin Bildwerke von verschiedenen Künstlern entwerfen und aufstellen: einen Pelikan und einen Seehund aus Muschelkalk von Martin Müller, einen Pinguin und einen Seeteufel von Willy Schade, ebenfalls aus Muschelkalk sowie für das Planschbecken vier Kindergruppen aus Bronze von Georg Hengstenberg. Der Platz mit seinen engen Wohnbauten darum herum entwickelte sich zu einem Viertel für arme Bevölkerungsteile. Den Kämpfen und alliierten Bombenangriffen am Ende des Zweiten Weltkriegs fielen etwa 1000 Wohnungen von den über 4000 Wohnungen zum Opfer. Die im Krieg zerstörten Mietshäuser wurden enttrümmert und an ihrer Stelle entstanden in den 1950er und 1960er Jahren neue Wohnhäuser.
Die DDR ließ den Platz ab den 1970er Jahren aufwendig wiederherstellen bzw. teilweise modernisieren, die Flächen wurden umgestaltet. Aus Anlass der umfangreichen Sanierung (damals ‚Rekonstruktion‘ genannt) des Wohngebietes rund um den Arkonaplatz wurde beispielsweise das über den heutigen Platz verlaufende Teilstück der Swinemünder Straße für den öffentlichen Straßenverkehr stillgelegt und in den Platz integriert. 1984 erhielten Manfred Fröhlich, Architekt im VEB Baureparaturen Mitte, Jürgen Schechert, Stellvertreter des Generaldirektors der Staatlichen Museen zu Berlin, Wigbert Treuter, Architekt im VEB Baureparaturen Mitte und Hannelore Vetter, Stadtbezirksarchitektin bei Rat des Stadtbezirkes Mitte für die Rekonstruktion des Arkonaplatzes den Architekturpreis der DDR. Hier findet seit etwa 1985 regelmäßig ein Wochenmarkt statt.
Nach dem Ende der DDR entwickelten sich die Bauten rund um den Platz zu einem bevorzugten Wohngebiet für junge Familien. Kinder nutzen hier den großzügigen Spielplatz, Eltern die Gastronomie, die den Platz umgibt. Anders als Szeneviertel wie der Helmholtzplatz und vor allem der Kollwitzplatz in Prenzlauer Berg sowie die durch Tourismus geprägten Gebiete der Spandauer Vorstadt in Mitte gilt der Platz jedoch als ruhiger und hat viel von seiner Ursprünglichkeit bewahrt.

## Bauten und Denkwürdigkeiten

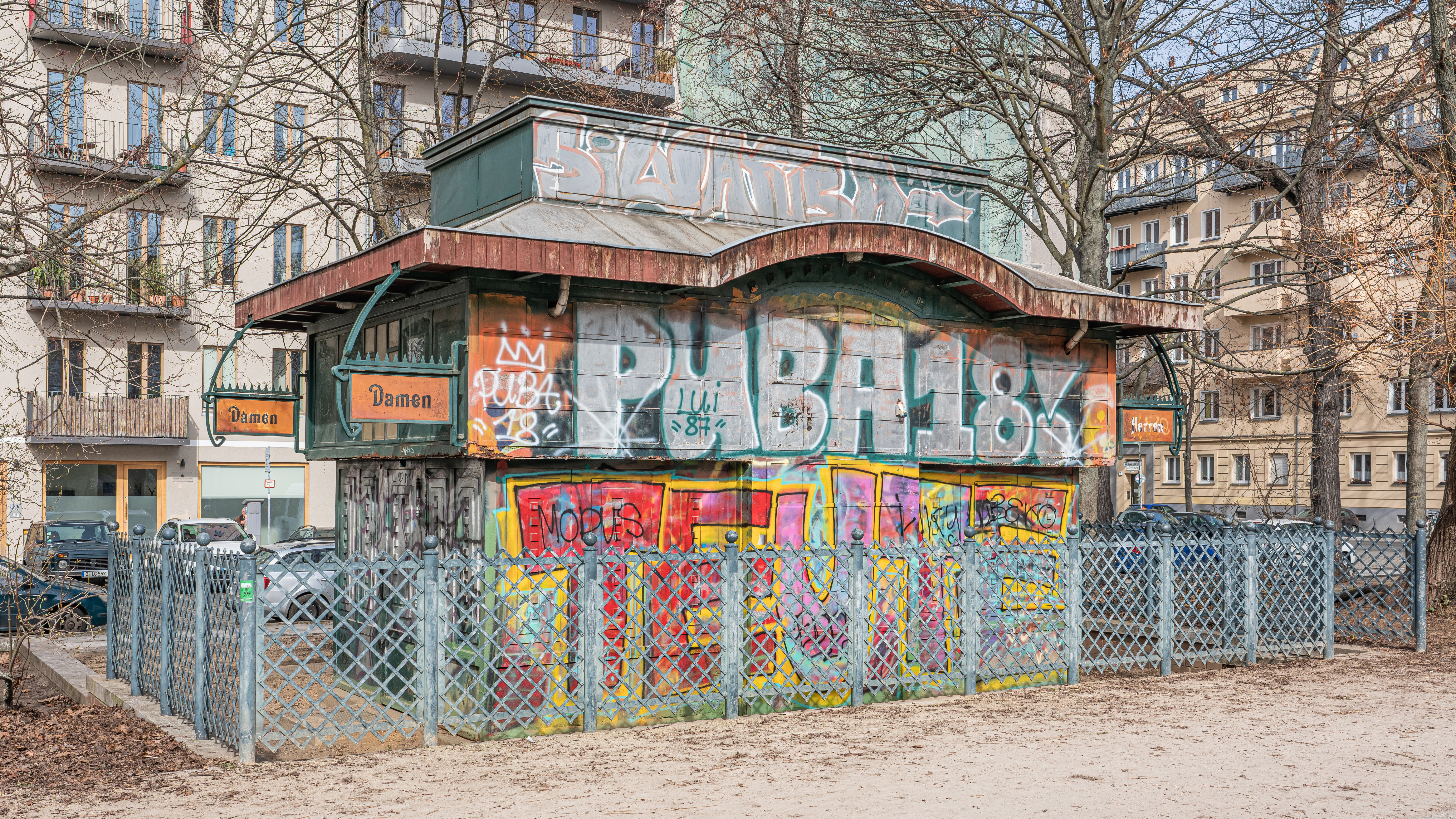
Die stillgelegte Bedürfnisanstalt

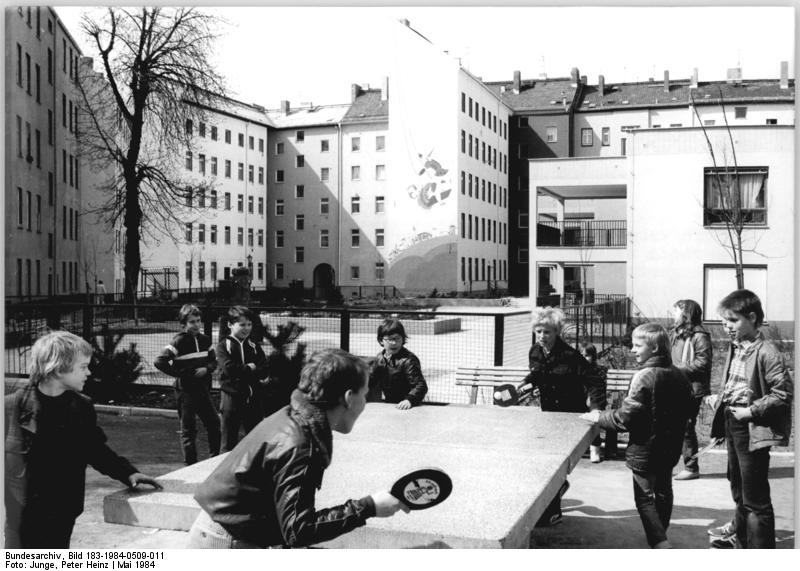
1984: Kinder spielen nach Abschluss der Platzrestaurierung in den aufgelockerten Innenhöfen

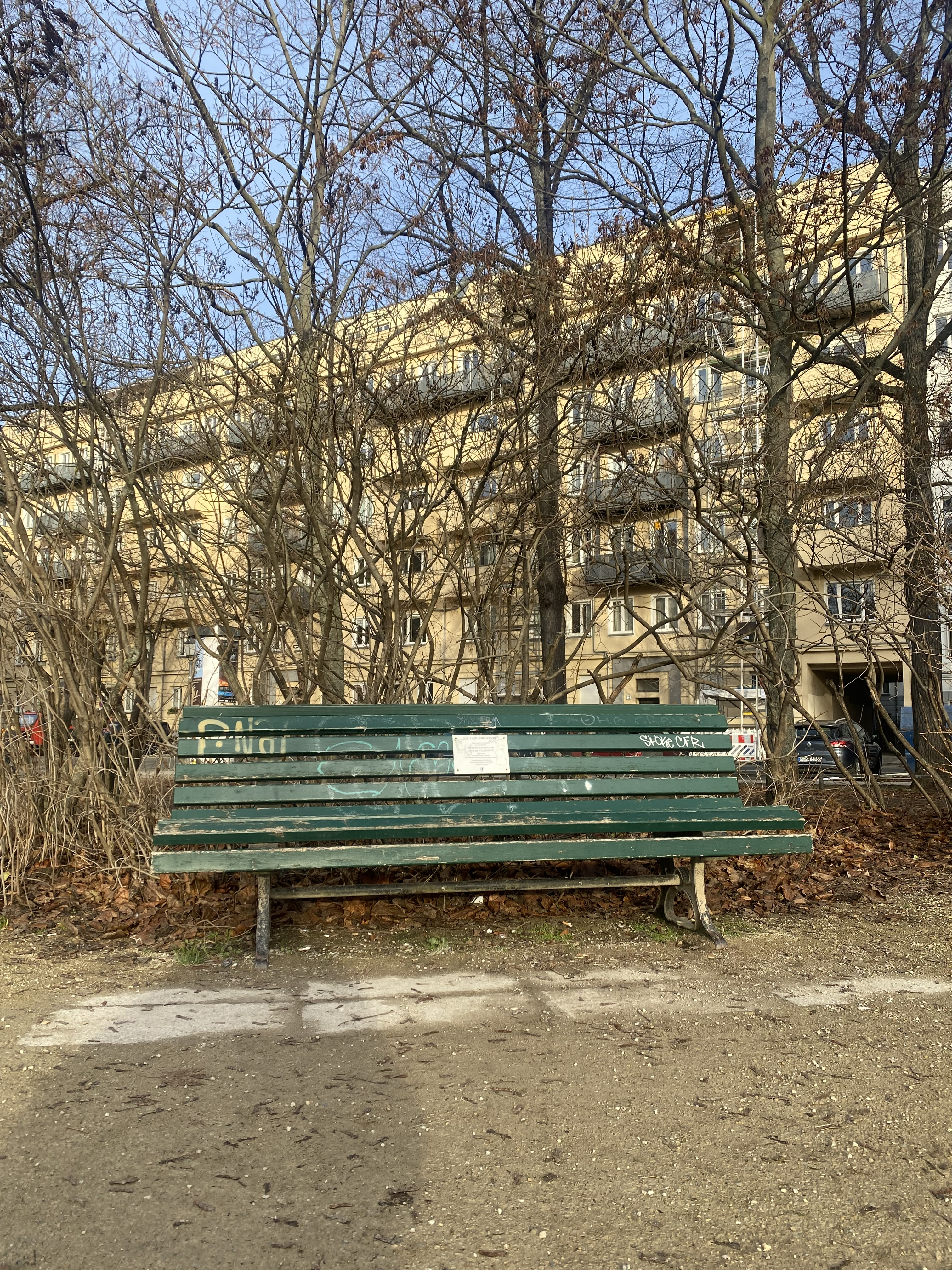
Bank auf dem Arkonaplatz mit Hertha-BSC-Gedenktafel

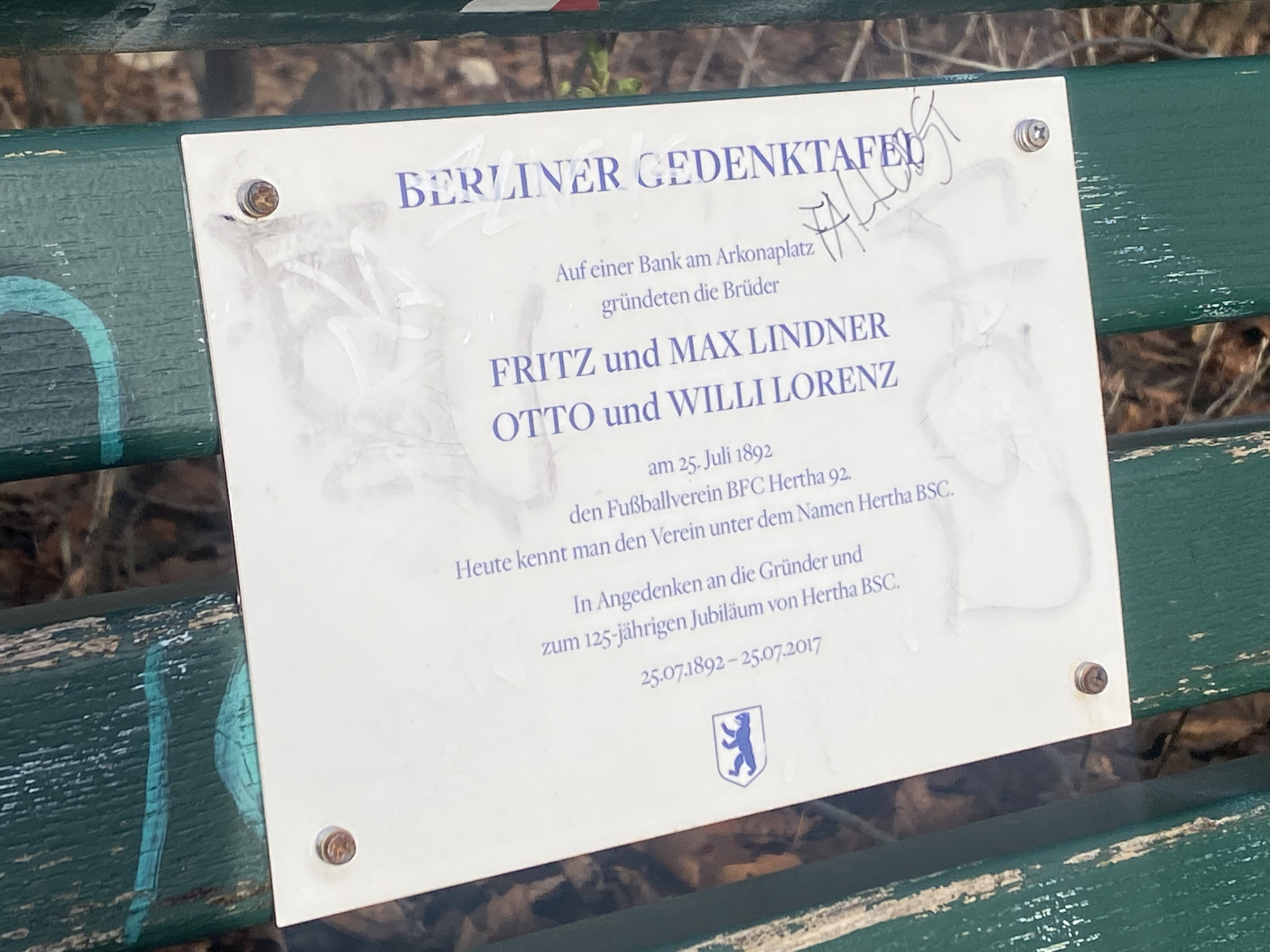
Gedenktafel

An der Westseite des Platzes steht eines der ältesten Schulgebäude Berlins. Die ehemalige Heinrich-Dorrenbach-Oberschule ist heute die Grundschule am Arkonaplatz – eine deutsch-französische Europaschule. Der Gebäudekomplex steht nicht unter Denkmalschutz. An der Ostseite ist ein älteres Toilettenhäuschen erhalten, das jedoch stillgelegt wurde.
Direkt auf dem Platz steht ein historischer Brunnen in Form einer gusseisernen Handpumpe, die ihr Wasser in einen rechteckigen Brunnentrog aus Sandstein entlässt. Sie diente anfangs wie alle Handpumpen in Berlin der Trink- und Brauchwasserversorgung, auch als Pferdetränke. Die nicht-denkmalgeschützte Brunnenkonstruktion steht auf einem Wegekreuz des Platzes (siehe Bild). Sie müsste grundsätzlich überholt werden.
In Fußentfernung liegt der Zionskirchplatz, die früher von der Berliner Mauer abgeschirmte Bernauer Straße mit dem Mauerpark und die durch Gastronomie und Einzelhandel geprägten Straßen Kastanienallee und Oderberger Straße in Prenzlauer Berg. Auch die Schwedter Straße mit dem umstrittenen Investitionsprojekt am ehemaligen Marthashof befindet sich in der Nähe.
Nach Beendigung der Sanierungsmaßnahmen 1984 wurde das gesamte Wohngebiet in Anwesenheit des DDR-Staatsratsvorsitzenden Erich Honecker der Öffentlichkeit übergeben. Aus diesem Anlass waren beispielsweise im damaligen Gemüseladen im Hause Wolliner Straße 10 Schaufensterauslagen zu bestaunen, die die Realität in den Geschäften der DDR sichtbar verfälschten. So lagen beispielsweise Ananas in den Schaufenstern – eine Frucht, die in der DDR sehr selten angeboten wurde. Am Tag nach dem Besuch Honeckers waren die Früchte aus den Schaufenstern verschwunden.
Die Idee zur Gründung von Berlins bekanntestem Fußballverein Hertha BSC sollen 1892 die Brüderpaare Fritz und Max Lindner sowie Otto und Willi Lorenz der Legende nach auf einer Bank am Arkonaplatz – auf dem sie selbst oft Fußball spielten – gehabt haben.

## Nutzung

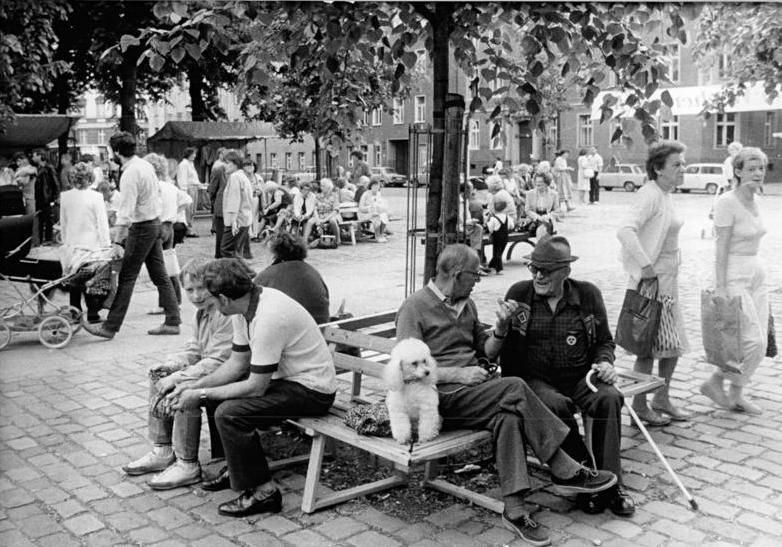
Markt und Nachbarschaftstreff auf dem Arkonaplatz, 1987

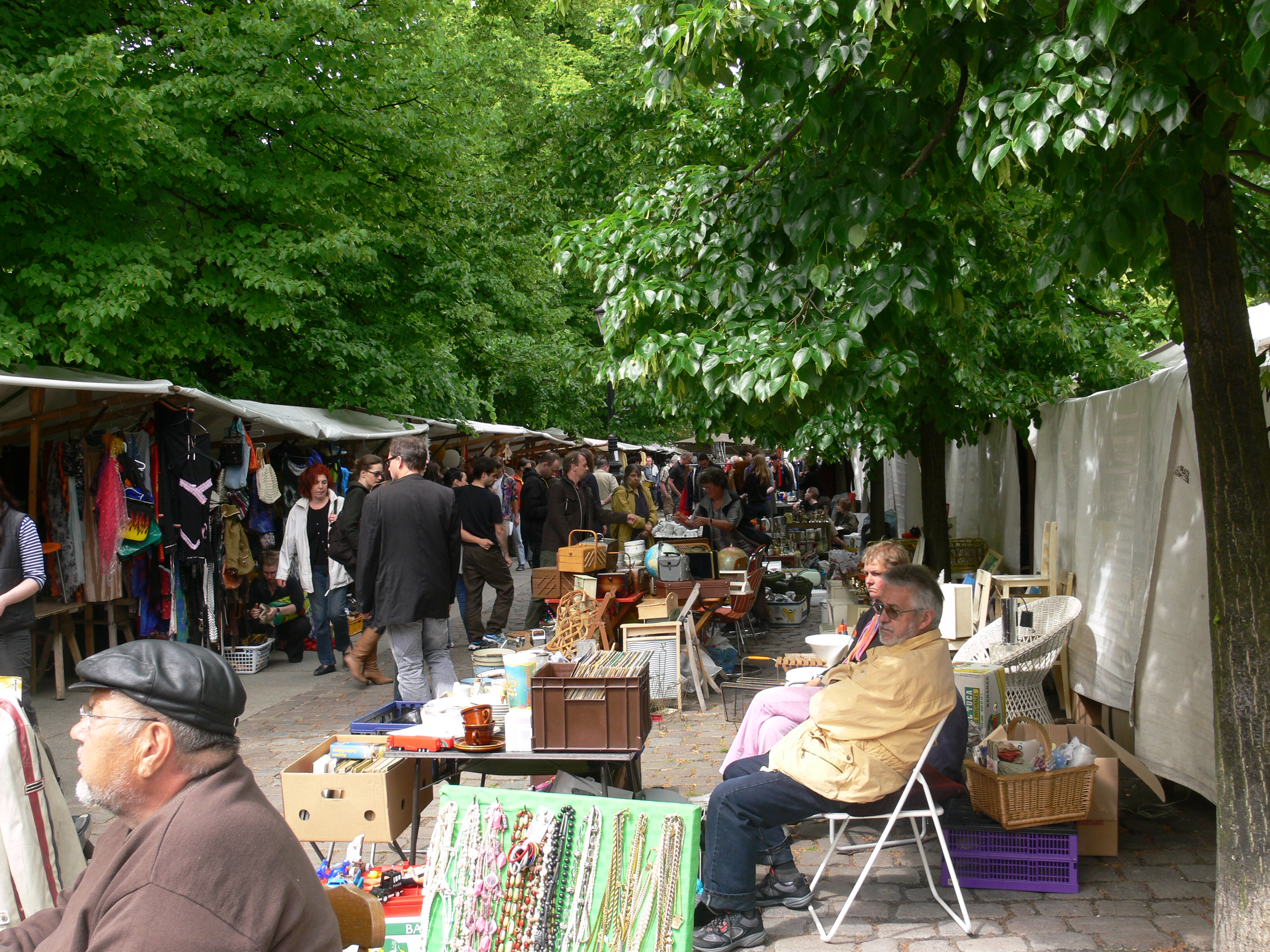
Flohmarkt, 2008

Außer den normalen Nutzungen eines Grünplatzes wie Spaziergänge, Sitz- und Spielgelegenheiten (die vom Bezirksamt gepflegt werden) dient ein Teil der Platzfläche auch zur Durchführung von kleinen Kiezveranstaltungen.
Über die Rosenthaler Vorstadt hinaus ist der sonntägliche Flohmarkt am Arkonaplatz bekannt.
Am Arkonaplatz (in der Wolliner Straße 16) öffnete 2014 die damalige Wirtschaftssenatorin Ramona Pop ihr Bürgerbüro. Sie formulierte ihr Anliegen wie folgt: „[Das Büro soll] zentrale Anlaufstelle im Kiez für alle Anliegen, Fragen und Probleme der Bürgerinnen und Bürger in meinem Wahlkreis sein“. Neben einer regelmäßigen Bürgersprechstunde finden Informationsveranstaltungen zu aktuellen Themen statt, jeder Anwohner kann sich auch einfach zum Gedankenaustausch über politische Themen einfinden.